# Stephan Zichy

Wappen der Grafen Zichy

Stephan Graf Zichy-Vásonykeő, auch Stefan Graf von Zichy-Zich-Vásonykeö, ungarisch István gróf Zichy de Zich et Vászonykeö (* 13. April 1780 in Wien; † 8. Juni 1853 ebenda), war ein österreichischer Diplomat.

## Leben
Er stammte aus der Linie Karlsburg des alten ungarischen Adelsgeschlechts Zichy. Seine Eltern waren Stephan Graf Zichy und dessen Ehefrau Therese geb. Gräfin Pálffy. Nach beendeter Schul- und Studienzeit schlug er die diplomatische Laufbahn ein. Seinen beruflichen Werdegang begann er in London bei seinem späteren Schwiegervater, dem österreichischen Gesandten Ludwig Joseph Max Fürst Starhemberg. 1805 diente er als österreichischer Gesandter in Dresden und von 1810 bis 1824 als österreichischer Gesandter in Berlin. Zichy war mit dem Minister Hardenberg und mit Generalfeldmarschall Blücher befreundet. König Friedrich Wilhelm III. verlieh ihm das Großkreuz des Roten Adlerordens und nach seiner Abberufung aus Berlin den Schwarzen Adlerorden. Im Juni 1827 war er eine Zeit lang als außerordentlicher Botschafter am kaiserlich-russischen Hof in St. Petersburg tätig. Laut eigener Aussage empfing ihn Kaiser Nikolaus I. dort während eines Reitmanövers mit den Worten:

„Eh bien, Monsieur l’Ambassadeur, nous verrons un peu, si vous aimez encore l’exercies à cheval, puisque vous êtes Hongrois, et que vous portez une uniforme de hussards, je ne doute pas que ces manoeuvres vous offriront de l’intérêt.“

Auf Grund besserer klimatischer Bedingungen kehrte Zichy nach zwei Jahren mit seiner Frau, die in Berlin zurückgeblieben war, nach Österreich zurück, wo er sich bleibend mit seiner Familie in Wien niederließ. Neben seiner diplomatischen Tätigkeit fungierte er als Geheimrat und Erbobergespan des Komitates Veszprém. Er war Befürworter der Heiligen Allianz und Anhänger der Politik Metternichs. Kaiser Franz Joseph I. verlieh ihm das Goldene Zivil-Verdienstkreuz sowie das Großkreuz des St. Stephansordens. Stephan Zichy starb 1853 im Alter von 73 Jahren in seinem Wohnhaus in Wien.

## Familie
Stephan Zichy heiratete am 26. Juli 1803 Francisca Gräfin Starhemberg (* 6. Januar 1787; † 21. Dezember 1864), Tochter von Ludwig von Starhemberg. Aus der Ehe gingen vier Söhne und zwei Töchter hervor. Seine Töchter Therese und Maria Anna heirateten Angehörige aus den Familien der Grafen Waldstein und Kinsky.

## Auszeichnungen
- Roter Adlerorden, Großkreuz
- Schwarzer Adlerorden
- Goldenes Zivil-Verdienstkreuz
- Stephansorden, Großkreuz